# Exopholidoptera brevifemora
Exopholidoptera brevifemora är en insektsart som beskrevs av Ünal 1998. Exopholidoptera brevifemora ingår i släktet Exopholidoptera och familjen vårtbitare. Inga underarter finns listade i Catalogue of Life.